# Aleksandr Doetov
Aleksandr Iljitsj Doetov (Russisch: Александр Ильич Дутов) (Kazali, Kazachstan, 18 augustus 1879 – Shuiding, Republiek China, 7 maart 1921) was een Russisch (tsaristisch) officier en commandant (luitenant-generaal) van Witte Kozakkeneenheden die tijdens de Russische Burgeroorlog vochten in de Oeral.

## Biografie
Doetov sloot in 1908 een militaire stafopleiding af bij het Keizerlijke (tsaristische) leger. Tijdens de Eerste Wereldoorlog was hij plaatsvervangend commandant van een Kozakkenregiment. Na de Februarirevolutie (1917) werd hij tot voorzitter gekozen van de All-Russische Kozakkenvereniging en in september werd hij gekozen tot Ataman (militair leider) van de in de omgeving van Orenburg gestationeerde Kozakken.
In november 1917 organiseerde Doetov in Orenburg een geslaagde opstand tegen de Bolsjewistische machthebbers, welke later als de Doetov-opstand bekend werd. Toen de Roden onder leiding van Vasili Blücher Orenburg op 31 januari 1918 weer heroverden sloten Doetovs Kozakken zich aan bij de Witte troepen van Admiraal Aleksandr Koltsjak. In juni 1918 probeerden ze met de hulp van Tsjechische eenheden het Bolsjewistische bestuur uit de Oeral te verdrijven. Er volgde een lange periode van gevechten waarbij de ene stad dan weer in handen van de Roden viel en dan weer in handen van de Witten. In 1919 probeerde Doetov met diplomatieke steun van de Gouverneur-generaal van Semiretsje en Turkestan Vasili Balabanov nog een sterke een alliantie te smeden met andere troepen, maar dit werd afgeslagen, tekenend voor de slechte samenwerking tussen de Witte legerleiders.
Nadat een Witte nederlaag begin 1920 onafwendbaar was geworden, hielp Doetov diverse andere Witte prominenten naar China vluchten, waaronder Balabanov. Nadat de Witte nederlaag definitief was vluchtte hij ook zelf naar China. In maart 1921 werd hij in Chinese ballingschap door de Bolsjewistische agent Machmud Chadsjamirov vermoord.

## Militaire loopbaan
- Cornet: 8 september 1899[1]
- Luitenant: 1 oktober 1903[1]
- Kapitein: 10 januari 1906[1]
- Kolonel: 16 oktober 1917[1]
- Generaal-majoor: 25 juli 1918[1]
- Luitenant-generaal: 4 oktober 1919[1]

## Onderscheidingen
- Orde van Sint-Anna
  - 2e klasse[1]
  - 3e klasse met Zwaarden[1]
- Orde van Sint-Stanislaus
  - 3e klasse[1]